# 弗朗兹·费歇尔
弗朗兹·約瑟夫·埃米爾·费歇尔（德語：Franz Joseph Emil Fischer；1877年3月19日—1947年12月1日），生于弗赖堡，是德国化学家，是阿图尔·费歇尔和齐格弗里德·费歇尔的父亲。他和汉斯·托罗普施(Hans Tropsch)发现了费托合成工艺过程。
1947年，他于慕尼黑逝世。

## 事业
1925年，他和汉斯·托罗普施发现了费托合成 (Fischer-Tropsch) 工艺。 这允许在150–300 °C (302–572 °F)的温度下使用金属催化剂从一氧化碳和氢气生产液态烃。
1930年，他和 Hans Schrader 开发了费歇尔测定法 （Fischer assay），这是一种标准化的实验室测试，用于确定常规页岩油开采中预期的油页岩油产量。 他还与威廉·奥斯特瓦尔德和赫尔曼·埃米尔·费歇尔做过研究工作。在1913年，他成为了在米尔海姆市的威廉皇帝煤炭研究所的所长。
费歇尔自1913年以来一直是威廉皇帝学会的“科学成员”，1943年退休后，他一直是该研究所的“外部科学成员”，直到去世。 他的继任者是后来的诺贝尔奖获得者卡尔·齐格勒。
他于1933年加入NSDAP，并一直任职到1943年退休。